# Municipio de Marion (condado de Douglas)
El municipio de Marion (en inglés: Marion Township) es un municipio ubicado en el condado de Douglas en el estado estadounidense de Kansas. En el año 2010 tenía una población de 812 habitantes y una densidad poblacional de 4,37 personas por km².

## Geografía
El municipio de Marion se encuentra ubicado en las coordenadas 38°47′36″N 95°25′23″O / 38.79333, -95.42306. Según la Oficina del Censo de los Estados Unidos, el municipio tiene una superficie total de 185.88 km², de la cual 184,21 km² corresponden a tierra firme y (0,89 %) 1,66 km² es agua.

## Demografía
Según el censo de 2010, había 812 personas residiendo en el municipio de Marion. La densidad de población era de 4,37 hab./km². De los 812 habitantes, el municipio de Marion estaba compuesto por el 96,31 % blancos, el 0,49 % eran afroamericanos, el 0,62 % eran amerindios, el 0,74 % eran asiáticos, el 0,25 % eran de otras razas y el 1,6 % eran de una mezcla de razas. Del total de la población el 0,86 % eran hispanos o latinos de cualquier raza.